# Gun Control Act de 1968
Lire en ligne

Texte complet

Le Gun Control Act de 1968 est une loi fédérale américaine qui régule l'industrie des armes à feu et les propriétaires des armes à feu. Initiée après l'assassinat de John F. Kennedy en 1963, elle est finalement mise en application en 1968 après la signature du Président Lyndon B. Johnson. Cette loi étend l'Omnibus Crime Control and Safe Streets Act de 1968 passé quelques mois plus tôt en 1968 en étendant aux fusils, fusils de chasse et aux munitions les restrictions mises en place pour les pistolets : conservation de l'identité des propriétaires des armes avec leur âge et adresse, interdiction de vente d'armes aux criminels et étrangers illégaux. Elle est renforcée en 1993 par la loi Brady.